# Marija Mićović
Marija Mićović (in serbo Мaриja Мићовић?; Belgrado, 1º ottobre 1982) è un'ex cestista serba naturalizzata italiana.

## Carriera
Gioca per tre stagioni dal 2003 al 2006 nel Basket Parma in Serie A1, che lascia per cercare più spazio in squadra.
Nella stagione 2006-07 è a Maddaloni con le Pantere Basket Femminile, dove si mostra come una delle rivelazioni del campionato.
Nella stagione 2007-08 passa alla Pallacanestro Ribera, con la quale disputa una sola partita, nella quale si infortuna al ginocchio sinistro e chiude prematuramente la sua stagione.
Nel 2008 ritorna al Basket Parma, dove permane per due stagioni.
Nell'estate 2010 passa al Napoli Basket Vomero.
Nell'estate 2011 passa al G.S. Basket Ariano Irpino, militante nella Serie A2 Girone SUD.